# أسطومة الصنوبر
أسطومة الصنوبر (الاسم العلمي Temnochila caerulea)،حشرة من فصيلة الأسطوميات طولها نحو 15 مم. لونها أسود تعلوه ماجة زبرجدية لامعة. تعيش تحت لحاء الصنوبر وفي حطبه اليابس تفترس الحشرات.